# Dream Chaser
| Dream Chaser als Frachter                                                           | Dream Chaser als Frachter                  |
| ----------------------------------------------------------------------------------- | ------------------------------------------ |
| Dream Chaser mit dem Shooting-Star- Frachtmodul auf einem Teststand der NASA (2024) |                                            |
| Hersteller                                                                          | Sierra Nevada Corporation                  |
| Länge                                                                               | ca. 9 m (ohne Frachtmodul)                 |
| Spannweite                                                                          | ca. 7 m (ohne Solarzellen)                 |
| Masse                                                                               | ca. 18 t (inkl. Frachtmodul)               |
| max. Nutzlast                                                                       | ca. 5,5 t                                  |
| Besatzung                                                                           | unbemannt                                  |
| Trägerrakete                                                                        | zum Beispiel Vulcan, Atlas V oder Ariane 6 |

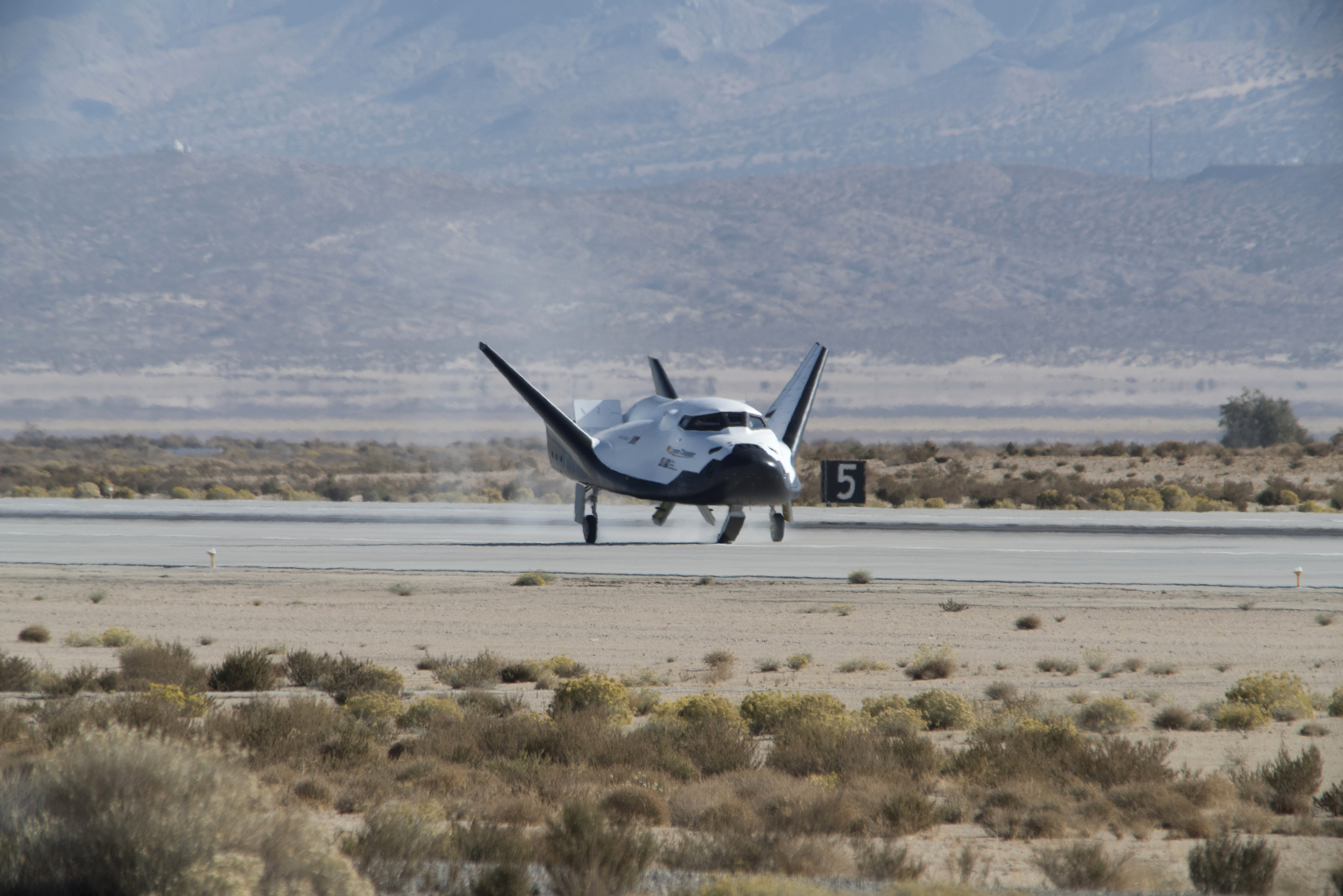
Dream Chaser nach dem Free-Flight-Test

Der Dream Chaser (deutsch: Traumjäger) ist ein US-amerikanischer Raumgleiter. Er wird von der Sierra Nevada Corporation (SNC) für den Einsatz als Personenfähre oder Frachter entwickelt. Die Entwicklung für den bemannten Einsatz wurde 2010–2014 durch das CCDev-Programm der NASA gefördert, jedoch ging Sierra Nevada bei der ersten Auftragsvergabe für Zubringerflüge zur Internationalen Raumstation (ISS) – geplant waren damals Flüge bis ca. Mitte der 2020er Jahre – leer aus. Die Frachtvariante des Raumschiffs soll frühestens ab 2025 regelmäßig für Versorgungsflüge zur Raumstation ISS eingesetzt werden. Sie verfügt über die Lebenserhaltungssysteme der Personenfähre und könnte auch als Notfall-Rettungsschiff für ISS-Raumfahrer konfiguriert werden.

## Spezifikation
Ursprünglich sollte der bemannte Dream Chaser noch ohne Frachtmodul unverkleidet auf der Raketenspitze starten, was neben der Gewichtseinsparung Evakuierungs- und Abbruchszenarien vereinfacht, jedoch einer auf dem Träger angepassten aerodynamischen Auslegung bedarf. In dieser Variante sollte er sechs bis acht Personen oder Fracht transportieren können. Jedoch wurde er in dieser Konfiguration nicht von der NASA in den finalen Ausschreibungsrunden des COTS- und CCDev-Programms berücksichtigt. Das daraufhin überarbeitete Konzept zeigte den Raumtransporter dann vollständig von einer Nutzlastverkleidung umschlossen mit einer unveränderten äußeren Kontur, jedoch – aus Gewichts- und Vereinfachungsgründen – ohne Fenster.

### Raumgleiter
Die unbemannte Frachtversion wurde im März 2015 vorgestellt. Sie erhielt wenig später Aufträge für Flüge zur ISS im CRS-2-Programm der NASA. Neben dem wiederverwendbaren Raumgleiter wurde dafür ein zusätzliches nicht wiederverwendbares Frachtmodul geplant, das am Heck des Raumgleiters angekoppelt wird. So sollten in der vorgestellten Variante bis zu 5500 kg zur Raumstation transportiert werden können, ein Teil davon als externe Nutzlast außen am Frachtmodul. Die Rückfrachtkapazität für die Landung beträgt je nach Quelle 1750 bis 1850 kg.
Der Zugang zum Raumgleiter erfolgt über eine Luke im Heck, an der auch das Frachtmodul als Durchgangsmodul angebracht ist. Der Dream Chaser koppelt daher „rückwärts“ an die Raumstation an. Während die bemannte Version selbstständiges Andocken vorsah, wurde 2016 für die Frachtversion das Ankoppeln mittels Canadarm2-Roboterarm und das spätere Nachrüsten der eigenen Andockfähigkeit angedeutet.
Die Stummelflügel wurden seit dem im März 2015 enthüllten Frachtkonzept anklappbar gestaltet, um in die vorhandenen Nutzlastverkleidungen der Trägerraketen zu passen.
Das „Bugrad“-Einziehfahrwerk besteht aus den beiden einfachbereiften Hauptfahrwerksbeinen und einer ausfahrbaren Kufe als Bugfahrwerk. Die gleiche Konfiguration setzte auch schon das SpaceShipOne (2003–2004) ein. Als Gleitbelag der Kufe kommt ein Stück Hitzeschutzschild zum Einsatz, das nach jedem Flug ersetzt wird. Zur Landung soll der Raumgleiter eine Landepiste anfliegen und dort wie ein Flugzeug landen. Dies und die Verwendung ungiftiger Treibstoffe sollen den unmittelbaren Zugriff auf die Fracht und ggf. den Zugang zu den Passagieren nach der Landung gewährleisten, die bei anderen Landeverfahren aus i. d. R. abgelegenen Landegebieten geborgen werden müssen. Zudem kann normale Flugplatz-Infrastruktur ohne Spezialausrüstung genutzt werden. Auch Landungen in der Nähe von Kunden, die beispielsweise sensible oder zeitkritische Experimente betreuen, seien denkbar.
Das Raumschiff soll bis zu 75 Tage an der ISS angedockt bleiben können. Als Wiederverwendungsquote für den Gleiter sind – Stand Anfang 2020 – mindestens 15 Einsätze für die Frachtversion und mindestens 25 Einsätze für eine bemannte Version vorgesehen.

### Frachtmodul
Das nicht wiederverwendbare Frachtmodul geht auf eine Forderung der NASA in der Ausschreibung zurück, wonach auch die „Müllentsorgung“ als Fähigkeiten der Transportraumschiffe gefordert wurde. Der Name des Moduls lautet Shooting Star (deutsch: Sternschnuppe). Dies gab SNC am 19. November 2019 im Rahmen der Präsentation einer Attrappe am Kennedy Space Center bekannt. Bei seinem Wiedereintritt wird das Modul als eine solche wahrnehmbar sein.
Das Frachtmodul beinhaltet das Antriebssystem für Orbitalmanöver und trägt Solarzellen, die das Gespann während des freien Fluges mit elektrischer Energie versorgen. Die Länge des konisch geformten Moduls beträgt ca. 4,6 m (15 ft). Es kann etwa 4500 kg (10000 lbs) Fracht zusätzlich zu der im Raumgleiter aufnehmen. Von der Frachtkapazität können rund 1500 kg (3300 lb) auch außen am Modul drucklos mitgeführt werden. Andere Quellen geben 500 kg an.

### Trägersysteme
Der Dream Chaser soll vertikal auf der Spitze einer Rakete starten. Als Trägerrakete für Flüge zur ISS ist die Rakete Vulcan der United Launch Alliance (ULA) vorgesehen. Aerodynamische Untersuchungen der Vorgängerrakete Atlas V mit dem unverkleidet aufgesetzten (bemannten) Dream Chaser fanden bis 2014 zum Erreichen des achten CCiCap-Meilensteins innerhalb des CCDev-Programms der NASA statt. Im Juli 2017 vereinbarte SNC mit ULA die ersten beiden Starts unter der 5 m durchmessenden Nutzlastverkleidung einer Atlas V 552 beginnend ab 2020. Im August 2019 wurde ein Wechsel auf die Vulcan bekanntgegeben. Der erste Starttermin hatte sich mittlerweile auf 2023 verschoben. Grundsätzlich wird das Raumschiff unabhängig vom Trägersystem entwickelt. Die Option, auch andere Raketen einzusetzen, steht daher seit Beginn der Entwicklung ausdrücklich offen. Zum Tragen kommt dies innerhalb der Kooperation mit der ESA, bei der der Einsatz auch für die Ariane 5 und zukünftig für die Ariane 6 untersucht wird.

## Entwicklungsgeschichte

### NASA-Projekt HL-20

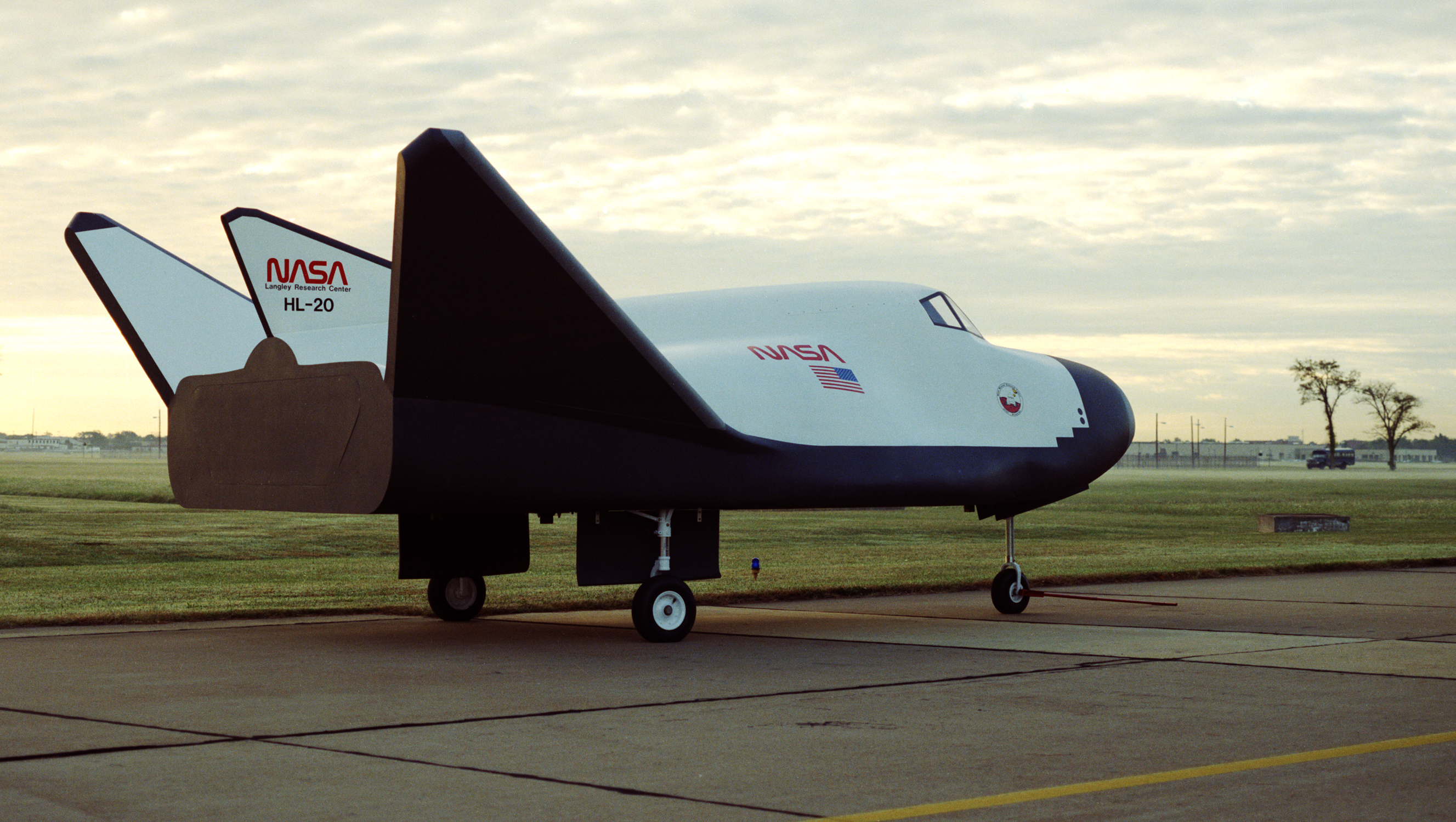
HL-20-Attrappe (1991)

Das Design des Dream Chasers basiert auf dem als Lifting Body entworfenen zehnsitzigen HL-20-Raumtransportsystem, das Ende der 1980er Jahre als Versorgungsfahrzeug für die geplante US-Raumstation Freedom projektiert wurde. Die äußere Form von HL-20 wiederum geht auf den sowjetischen Entwurf des BOR-4 vom Anfang der 1980er Jahre und frühere US-Versuchsträger zurück.
Am 20. September 2004 gab SpaceDev, der ursprüngliche Entwickler des Dream Chasers, die Zusammenarbeit mit der NASA vor dem Hintergrund der Vision for Space Exploration-Planungen bekannt. Zu dieser Zeit stand bereits der Name fest, jedoch lag die Grundkonfiguration nur als Konzept vor, zumal SpaceDev auch an einem suborbitalen Fluggerät unter gleichem Namen arbeitete. 2005 wurde dann bekanntgegeben, HL-20 als Grundlage nutzen zu wollen. In HL-20 war bereits über viele Jahre viel Entwicklungsarbeit und -budget geflossen. Auch anklappbare Flügel, um in die Space-Shuttle-Nutzlastbucht zu passen, werden dort bereits erwähnt. 2006 erwarb SpaceDev von der NASA die Lizenzrechte an HL-20, und auch das 1:1-Modell war noch vorhanden
Bereits zuvor war es SpaceDev gelungen, vom US-Luftwaffen-Forschungslabor (AFRL) einen Auftrag in Höhe von 2,7 Mio. US-Dollar zu erhalten. Damit sollte ein Hybridraketentriebwerk entwickelt werden, das auch für den Dream Chaser vorgesehen war.

### COTS-Programm
Das Commercial-Orbital-Transportation-Services-Programm (COTS) der NASA wurde Anfang 2006 angekündigt und sah vor, die Entwicklung privater Transportkapazitäten für Fracht in eine Niedrige Erdumlaufbahn zur ISS zu fördern, sodass die Versorgung der ISS durch Privatunternehmen sichergestellt werden sollte. Der Betrieb der ISS war zu diesem Zeitpunkt bis einschließlich 2020 vertraglich vereinbart und sollte bis 2024 verlängert werden. SpaceDev bewarb sich vergeblich um eine Förderung durch COTS, dessen zweite und finale Ausschreibungsrunde im Februar 2008 mit der Auftragsvergabe an SpaceX mit dem Raumschiff Dragon und Orbital Sciences mit Cygnus beendet wurde.

### SpaceDev-Verkauf an SNC
Im Oktober 2008, kurz nach dem Tod des Gründers Jim Benson, wurde SpaceDev von der Sierra Nevada Cooperation (SNC) übernommen und eingegliedert.

### CCDev-Programm

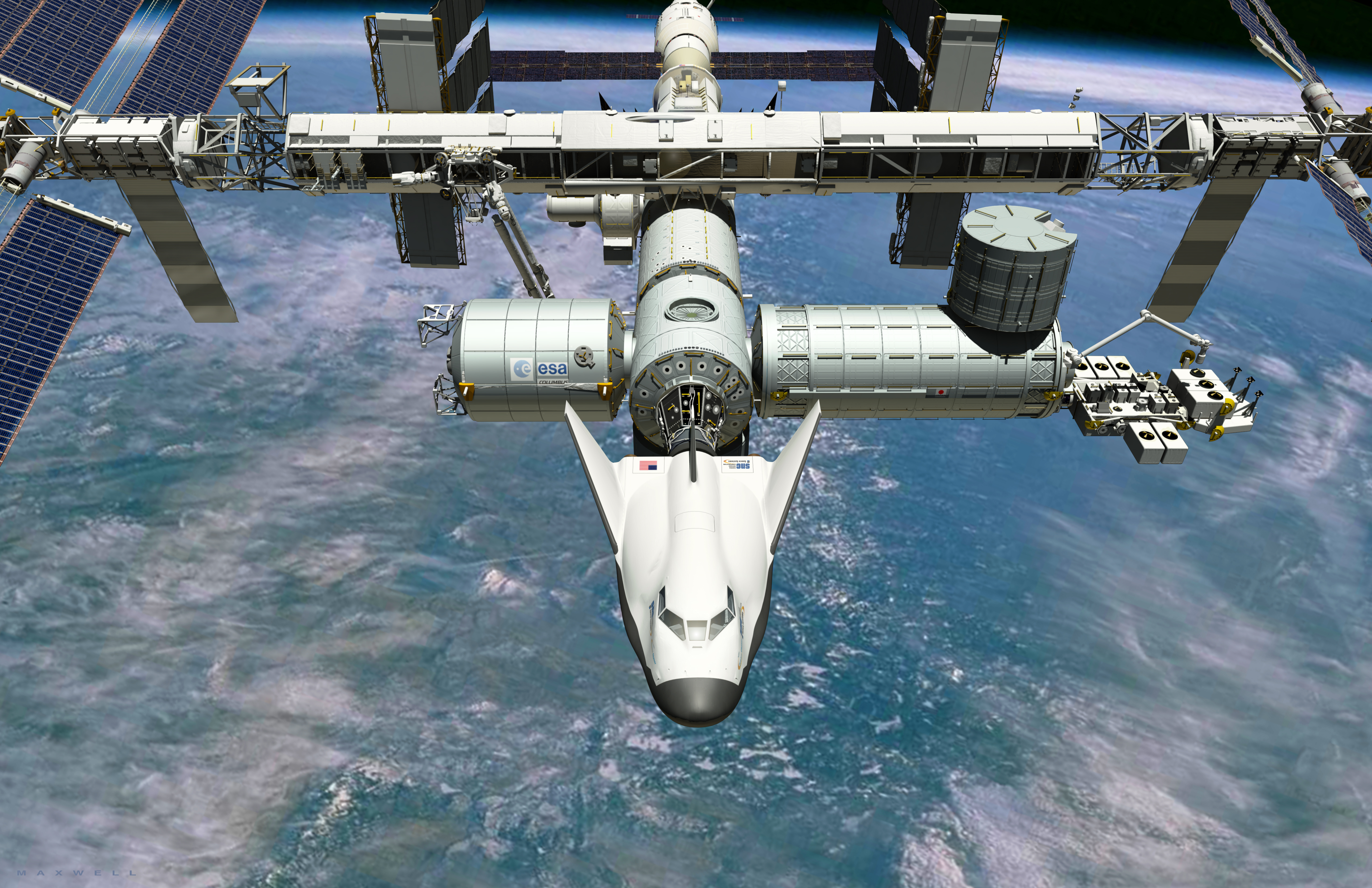
Dream Chaser, angekoppelt an die ISS. (künstlerische Darstellung 2010)

Die Sierra Nevada Corporation erreichte eine Förderung der Entwicklung des Dream Chaser durch das Commercial Crew Development-Programm (CCDev) der NASA, das ergänzend zur Entwicklung von Frachtkapazitäten durch COTS die Entwicklung von sicherem Personentransport zur ISS fördern sollte. 2010 wurden in der ersten Vergaberunde (CCDev1) 20 Mio. der insgesamt 50 Mio. US-Dollar für die Entwicklung des Dream Chasers als bemannter Transporter für bis zu acht Personen und Fracht bereitgestellt.
Die ersten Triebwerkstests wurden erfolgreich absolviert. Am 17. Dezember 2010 wurde mit dem Abwurf eines 1:7-Modells des Dream Chasers und der anschließenden Landung nach einer Gleitflugphase ein weiterer Schritt in der Entwicklung erfolgreich durchgeführt. Anfang 2011 präsentierte Sierra Nevada einen ersten rohen Dream-Chaser-Rumpf in voller Größe aus kohlenstofffaserverstärktem Kunststoff.
In der zweiten Runde (CCDev2) wurden 2011 270 Mio. US-Dollar vergeben. Davon gingen 80 Mio. Dollar an SNC. Später wurde dieser Betrag noch einmal um 25,6 Mio. US-Dollar aufgestockt. Orbital Sciences hatte sich mit dem Konzept Prometheus ebenfalls mit einem Raumschiff auf Basis der HL-20 beworben, konnte jedoch gegen den SNC-Entwurf nicht bestehen.
Die dritte Runde des CCDev-Programms wurde Commercial Crew integrated Capability (CCiCap) genannt. Die Begünstigten – SNC, Boeing und SpaceX – wurden am 3. August 2012 bekanntgegeben. SNC erhielt  212,5 Mio. US-Dollar. Sierra Nevada gab 2013 bekannt, dass die Rümpfe der Dream Chaser von Lockheed Martin in der Michoud Assembly Facility, der Fertigungsstätte der Saturn-V-Erststufe und der Space-Shuttle-Außentanks, gefertigt werden sollen.

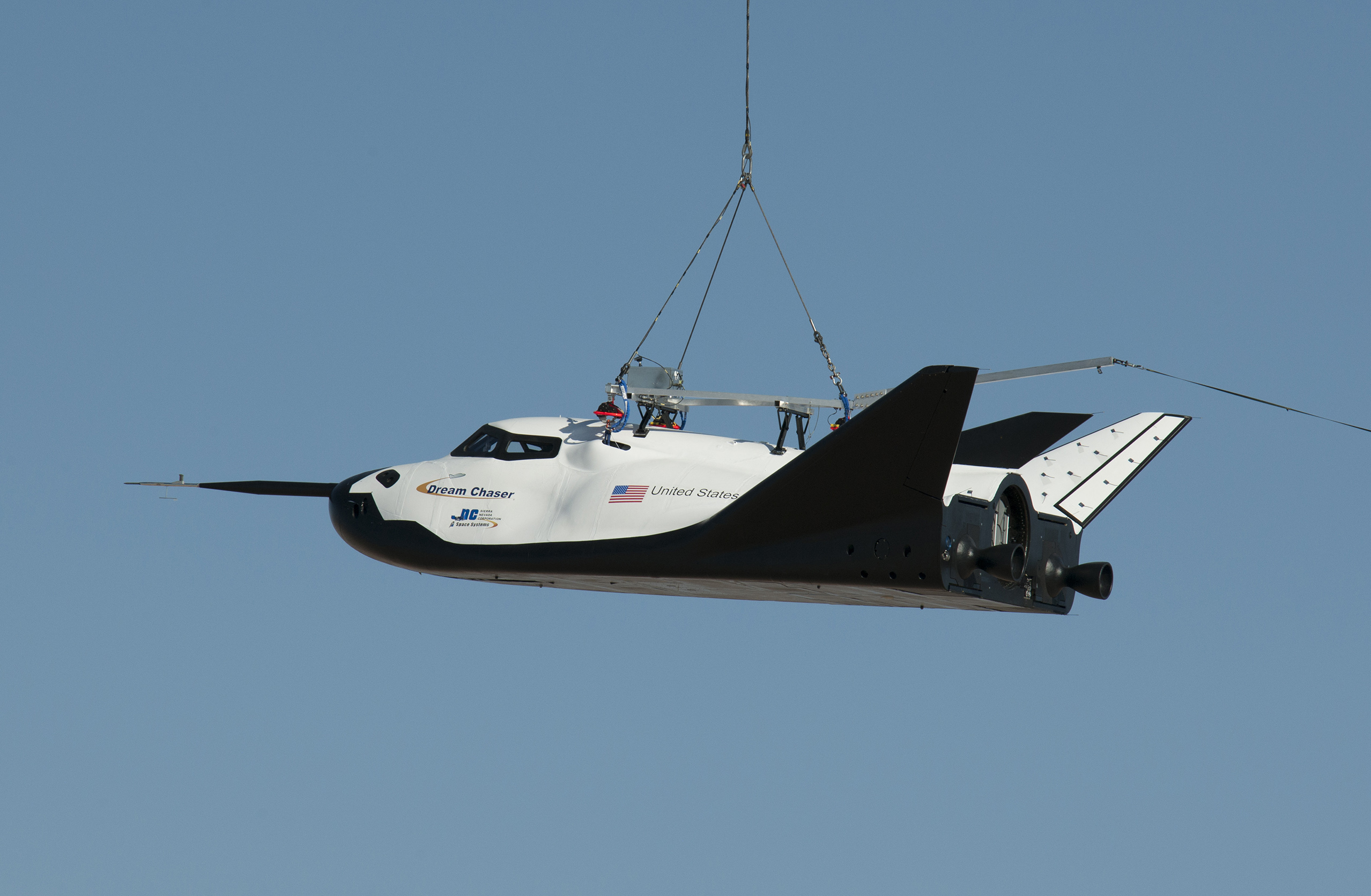
Dream Chaser, an einem Hubschrauber hängend (2013)

Im Mai und August 2013 wurden im Dryden Flight Research Center (ab 2014 Armstrong Flight Research Center/USA) Rolltests mit einem 1:1-Prototypen unternommen. Am 26. Oktober 2013 erfolgte der erste freie Flug bei einem Abwurftest von einem Hubschrauber. Bei der Landung rutschte der unbemannte Dream Chaser auf der Landebahn entlang und wurde beschädigt, da das linke Fahrwerk nicht ausfuhr. Bei dem Prototyp wurde das Fahrwerk eines Kampfjets vom Typ Northrop F-5E Tiger verwendet.
Nach weiteren Programmschritten gab die NASA am 14. September 2014 bekannt, dass nur Boeing mit CST-100 Starliner und SpaceX mit Dragon V2 Verträge für bemannte Flüge zur ISS erhalten hatten. SNC legte daraufhin am 26. September 2014 Einspruch gegen die Auftragsvergabe ein, da das Dream-Chaser-Angebot nicht berücksichtigt worden sei, obwohl es preislich unter dem von Boeing gelegen habe. Der Einspruch wurde jedoch abgelehnt.
Sierra Nevada bestätigte im Jahr 2019, dass der bemannte Dream Chaser auch nach Auslaufen der CCDev-Förderung weiter in aktiver Entwicklung ist. Man nehme weiter am Commercial-Crew-Programm teil, stimme die Entwicklung der Personenfähre mit der NASA ab und rechne für die Zukunft auch mit Aufträgen zum Crewtransport.

### Unbemannte Entwicklung für das CRS-Programm
Im November 2015 meldete SNC, dass Anfang 2016 ein weiterer Testflug innerhalb der Atmosphäre mit dem ETA (Engineering Test Article) und auch Eagle genannten Prototypen stattfinden sollte. Parallel dazu wurde bereits begonnen, ein Raumfahrzeug für die orbitalen Tests (Orbital Vehicle) zu fertigen.
Bereits seit Frühjahr 2014 liefen die Ausschreibungen der NASA für die zweite Runde des Commercial-Resupply-Services-Programmes (CRS2), den privaten Frachttransport zur ISS. SNC bewarb sich mit einer unbemannten Frachtversion, dem Dream Chaser Cargo System, die durch ein zusätzliches nicht wiederverwendbares Frachtmodul inklusive entfaltbarer Solarmodule am Heck ergänzt worden war. Auch die anklappbaren Flügel für den Start unter einer Nutzlastverkleidung wurden mit diesem Konzept im März 2015 vorgestellt.
Am 14. Januar 2016 gab die NASA dann bekannt, dass sie SNC als drittes Unternehmen nach SpaceX und Orbital ATK mit Frachtflügen zur ISS beauftragt hatte. Mit dem Dream Chaser sollten nach damaliger Zeitplanung zwischen 2019 und 2024 mindestens sechs Versorgungsflüge zur ISS stattfinden. Es sollen bis zu 5,5 t Fracht pro Flug zur Station transportiert werden können.
Nach einigen Verzögerungen wurde der Dream Chaser am 26. Januar 2017 erneut zur Edwards Air Force Base in das zwischenzeitlich umbenannte Armstrong Flight Research Center geliefert, um dort verschiedene Tests zu absolvieren. Am 30. August 2017 fand ein Flugtest statt, bei dem der Dream Chaser unter einem Columbia-Helicopters-234-UT Chinook-Hubschrauber hing. Am 11. November 2017 erfolgte dann ein Abwurftest mit erfolgreicher Landung.
Nachdem das Design von der NASA validiert worden war, erhielt SNC Ende 2018 die Freigabe für den Bau des ersten Raumgleiters für Frachtflüge zur ISS. Der Termin für die erste der beauftragten sechs Missionen verschob sich zunächst auf 2021. Sie sollte mit dem zweiten Flug der Vulcan-Rakete starten, der schließlich im Oktober 2024 ohne Nutzlast stattfand. Zunächst war noch die Trägerrakete Atlas V als Ausweichmöglichkeit in Betracht gezogen worden. Da weitere Tests an Dream Chaser ausstanden, wurde der Start auf frühestens Mai 2025 verschoben.

## Weitere Einsatzfelder
Neben dem Hauptentwicklungszweig als Raumtransporter für die NASA zur Raumstation ISS werden auch andere Einsatzmöglichkeiten angestrebt. Dazu zählen z. B. Flüge ohne den Besuch einer Raumstation und die Landung auf Flughäfen außerhalb der USA. In der Zeit der bemannten Entwicklung waren auch Reparatureinsätze zu Satelliten, eine Wartung des Hubble-Teleskops oder das Ansteuern der damals projektierten aufblasbaren Bigelow-Raumstation im Gespräch. 2014 wurde gemeinsam mit Stratolaunch eine Studie erstellt, die einen auf etwa 75 % verkleinerten Dream Chaser zum Inhalt hatte, der auf das damals in der Planung befindlichen Stratolaunch-System angepasst war.

### Kooperation mit ESA, DLR und OHB
Im Dezember 2013 initiierte das Deutsche Zentrum für Luft- und Raumfahrt (DLR) das DC4EU-Projekt (Dream Chaser for European Utilization), in dem untersucht werden sollte, ob und wie Europa die Dream-Chaser-Technologie nutzen könnte. Im Januar 2014 schloss sich die Europäische Weltraumorganisation (ESA) dem DC4EU-Projekt an. Zu dieser Zeit erwartete man die Zertifizierung für bemannte Flüge im Jahr 2017. Die ESA wollte bei einem „europäisierten“ Dream Chaser u. a. die Startmöglichkeiten mit der Ariane 5 prüfen. Um ihn innerhalb der Nutzlastverkleidung der Rakete unterzubringen, müssten zumindest die Flügellängen des Dream Chaser etwas reduziert werden, während der Start auf einer Atlas V noch unverkleidet geplant war. Das unbemannte Frachtkonzept zeigte 2015 dann an den Rumpf anklappbare Flügel. Ein ursprüngliches Entwicklungsziel der Ariane 5 seinerzeit war der Transport des nicht umgesetzten europäischen bemannten Raumgleiters Hermes. Man lotete auch aus, ob der Dream Chaser auf deutschen Landepisten, beispielsweise auf dem Flughafen Rostock-Laage, landen könnte.
Im Februar 2015 wurde die Fertigstellung der DC4EU-Studie, an der auch der deutsche Raumfahrtkonzern OHB teilnahm, bekanntgegeben. Am 16. April 2015 wurde das ursprüngliche Übereinkommen aus dem Jahr 2013 zwischen DLR und SNC für zwei weitere Jahre bis 2017 verlängert.
Anfang 2016 wurde gemeldet, dass die ESA die Konstruktion eines neuen Andockadapters, des International Berthing and Docking Mechanism (IBDM), fertigstellen und den ersten Adapter SNC zur Verfügung stellen wird. Die Kosten dafür wurden mit 33 Mio. € beziffert. Die Fertigung erfolgt durch die Firma Qinetiq.
Am 28. September 2017 wurde die Zusammenarbeit zwischen SNC und DLR erneut durch eine Absichtserklärung verlängert. OHB gab am 5. Dezember 2018 bekannt, für die ESA mit einem Auftragsvolumen von 350.000 € eine einjährige Machbarkeitsstudie zur europäischen Nutzung (inkl. Ariane 6) des Dream Chasers nach dem Ende der ISS zu erstellen.

### Kooperation mit dem UNOOSA der Vereinten Nationen
Das Büro der Vereinten Nationen für Weltraumfragen (UNOOSA) und SNC planen im Rahmen der Human Space Technology Initiative (HSTI) eine gemeinsame Weltraummission mit dem Dream Chaser in der unbemannten Variante und zeichneten dazu 2016 eine Grundsatzvereinbarung. Das Projekt soll auch Ländern ohne eigene Raumfahrtkapazitäten einen Zugang zum Weltraum und Forschung im Orbit ermöglichen. Eine erste Runde für die Interessenten fand bis November 2017 statt. Auf einem technischen Briefing im Januar 2018 in Wien wurde der Starttermin auf 2022 kalkuliert. Die Missionsdauer wurde mit ca. zwei Wochen angesetzt.
Ende 2019 erklärte SNC-Vizedirektor Steve Lindsey in einem Interview, dass ca. 150 Experimente von ca. 65–70 Nationen vorgeschlagen wurden und ein Zeitrahmen von 2023/2024 angestrebt wird.

## Geplante Missionen
Stand: 22. April 2025
| Nr. | Mission und Fluggerät        | Start- zeitpunkt | Flugdauer | Trägerrakete | Startplatz   | Landeplatz                   |
| --- | ---------------------------- | ---------------- | --------- | ------------ | ------------ | ---------------------------- |
| 1.  | SNC-1 mit Tenacity           | 2025             |           | Vulcan VC4L  | CCAFS SLC-41 | KSC Shuttle Landing Facility |
| 2.  | SNC-2                        | ?                |           | Vulcan VC4L  | CCAFS SLC-41 | KSC Shuttle Landing Facility |
|     | SNC-3                        | ?                |           | Vulcan VC4L  | CCAFS SLC-41 | KSC Shuttle Landing Facility |
|     | SNC-4                        | ?                |           | Vulcan VC4L  | CCAFS SLC-41 | KSC Shuttle Landing Facility |
|     | SNC-5                        | ?                |           | Vulcan VC4L  | CCAFS SLC-41 | KSC Shuttle Landing Facility |
|     | SNC-6                        | ?                |           | Vulcan VC4L  | CCAFS SLC-41 | KSC Shuttle Landing Facility |
|     | UNOOSA Orbital Space Mission | ?                |           | ?            | ?            | ?                            |

## Dream Chaser im Film
Als futuristisches Raumschiffkonzept war der Dream Chaser auch Gast in Spielfilmen:
- 2015: Der Marsianer – Rettet Mark Watney in Szenen der extended Edition[79]
- 2017: Den Sternen so nah (Original: The Space Between Us)[79]

## Vergleich mit anderen Versorgungsraumschiffen
| Raumschiff                  | Progress                    | Space Shuttle mit MPLM                                                 | ATV                         | HTV HTV-X                                     | Dragon 1 Dragon 2                             | Cygnus                                     | Tianzhou                                                                                                  | Dream Chaser  |
| --------------------------- | --------------------------- | ---------------------------------------------------------------------- | --------------------------- | --------------------------------------------- | --------------------------------------------- | ------------------------------------------ | --- | ------------- |
| Startkapazität              | 2,2–2,4 t                   | 9 t                                                                    | 7,7 t                       | 6,0 t 5,8 t                                   | 6,0 t                                         | 2,0 t (2013) 3,5 t (2015) 3,75 t (2019)    | 6,5 t (2017) 6,8 t (2021) 7,4 t (2023)                                                                    | 5,5 t         |
| Landekapazität              | 150 kg (mit VBK-Raduga)     | 9 t                                                                    | –                           | 20 kg (ab HTV-7)                              | 3,0 t                                         | –                                          | – | 1,75 t        |
| Besondere Fähigkeiten       | Reboost, Treibstofftransfer | Transport von ISPR, Transport von Außenlasten, Stationsaufbau, Reboost | Reboost, Treibstofftransfer | Transport von ISPR, Transport von Außenlasten | Transport von ISPR, Transport von Außenlasten | Transport von ISPR, Aussetzen von Cubesats | Treibstofftransfer, Stromversorgung der Raumstation, fest installierte Nutzlasten, Aussetzen von Cubesats |               |
| Träger                      | Sojus                       | STS                                                                    | Ariane 5                    | H-IIB H3                                      | Falcon 9                                      | Antares / Atlas V / Falcon 9               | Langer Marsch 7                                                                                           | Vulcan        |
| Startkosten (grobe Angaben) | 65 Mio. USD                 | 450 Mio. USD                                                           | 600 Mio. USD                | HTV: 300–320 Mio. USD                         | 150/230 Mio. USD (Dragon 1/2)                 | 260/220 Mio. USD (Cygnus 2/3)              | 570 Mio. Yuan                                                                                             |               |
| Hersteller                  | RKK Energija                | Alenia Spazio (MPLM)                                                   | Airbus Defence and Space    | Mitsubishi Electric                           | SpaceX                                        | Orbital Sciences                           | CAST | Sierra Nevada |
| Einsatzzeitraum             | seit 1978                   | 2001–2011                                                              | 2008–2015                   | 2009–2020 ab 2025                             | 2012–2020 seit 2020                           | seit 2014                                  | seit 2017                                                                                                 | ab 2025       |

kursiv = geplant